# 高橋脩
高橋 脩（たかはし おさむ）は、日本の漫画家。

## 来歴
2001年度に「魔法少女しのぶくん」で第11回エース新人漫画賞奨励賞を受賞。作品に2005年6月号から連載を開始した『新世紀エヴァンゲリオン 碇シンジ育成計画』がある。初単行本化も同作品。

## 作品リスト

### 連載作品
- 新世紀エヴァンゲリオン 碇シンジ育成計画（『月刊少年エース』2005年 - 2016年、『エースアサルト』2007年 - 2008年、エヴァンゲリオン特別総集編（特別掲載）、『CHARADICE』2009年6月号掲載、原作：GAINAX・カラー、全18巻）
- ISUCA[1]（『ヤングエース』2009年 - 2017年 、全9巻）
- ラストギアス（『ヤングエース』2018年 - 2022年11月号[2]、全7巻）
- わからないです 吉田さん（『カドコミ』2024年5月23日[3] - ）

### 読み切り
※短期連載も含む。
- 魔法少女しのぶくん（『エースネクスト』） - 第11回エース新人漫画賞・奨励賞受賞作
- mind-pass（『エースネクスト』2002年2月号、2002年3月号） - 前後編
- mindpass（『エースネクスト』2002年5月号）
- ちるぱに CHILDREN PANIC（『月刊少年エース』2005年2月号）
- ちるぱに CHILDREN PANIC 2（『月刊少年エース』2005年4月号）
- グリーングリーン（『エース桃組』2003年7月増刊号 - 2003年10月増刊号、GROOVER）
- ぽろろ通信（『月刊少年エース』2003年9月号）
- FLYING HEARTS（『エースネクスト』2001年12月号）
- Piaキャロットへようこそ!!3（『月刊少年エース』2005年1月号、F&C FC02 ）
- シンジくんのチョコ補完計画（『月刊少年エース』2004年12月号、GAINAX）
- ラストギアス（『ヤングエース』2018年2月号）

### アンソロジー
- 涼宮ハルヒの極意（涼宮ハルヒの祝祭 　原作:谷川流）
- 「綾波レイ、自分改造計画」（新世紀エヴァンゲリオンエヴァ&エヴァ2アンソロジー GAINAX）

## 関連人物
- えすのサカエ - 共に第11回エース新人賞奨励賞受賞した同期（碇シンジ育成計画の一巻では、スペシャルサンクスにえすのサカエの名前がクレジットされている）。